# Pélébina
Pélébina est l'un des douze arrondissements de la commune de Djougou dans le département de la Donga au Bénin.

## Géographie
Pélébina est situé au centre-ouest du Bénin et compte 3 villages que sont Pélébina, Wassa et Yarakeou.

## Démographie
Selon le recensement de la population de 2013 conduit par l'Institut national de la statistique et de l'analyse économique (INSAE), Pélébina compte 11 683 habitants  .La population parle majoritairement le Yom.